# Tedeschi Trucks Band
Tedeschi Trucks Band – wcześniej znany jako Derek Тrucks & Susan Tedeschi Band – amerykański zespół grający blues-rock, założony w 2010 roku w Jacksonville na Florydzie. Na czele grupy stoi małżeństwo Derek Trucks i Susan Tedeschi. Ich debiutancki album Relevator (2011) zdobył w 2012 roku Nagrodę Grammy za Najlepszy Album Bluesowy.

## Członkowie
Obecny skład zespołu

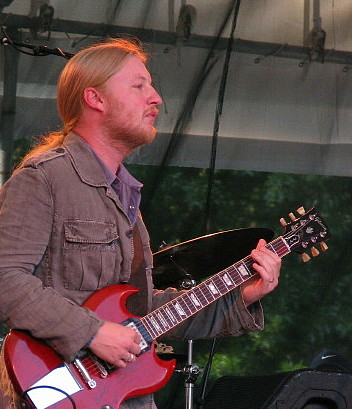
Derek Тrucks z Tedeschi Trucks Band na Appel Farm Arts and Music Festival, czerwiec 2012

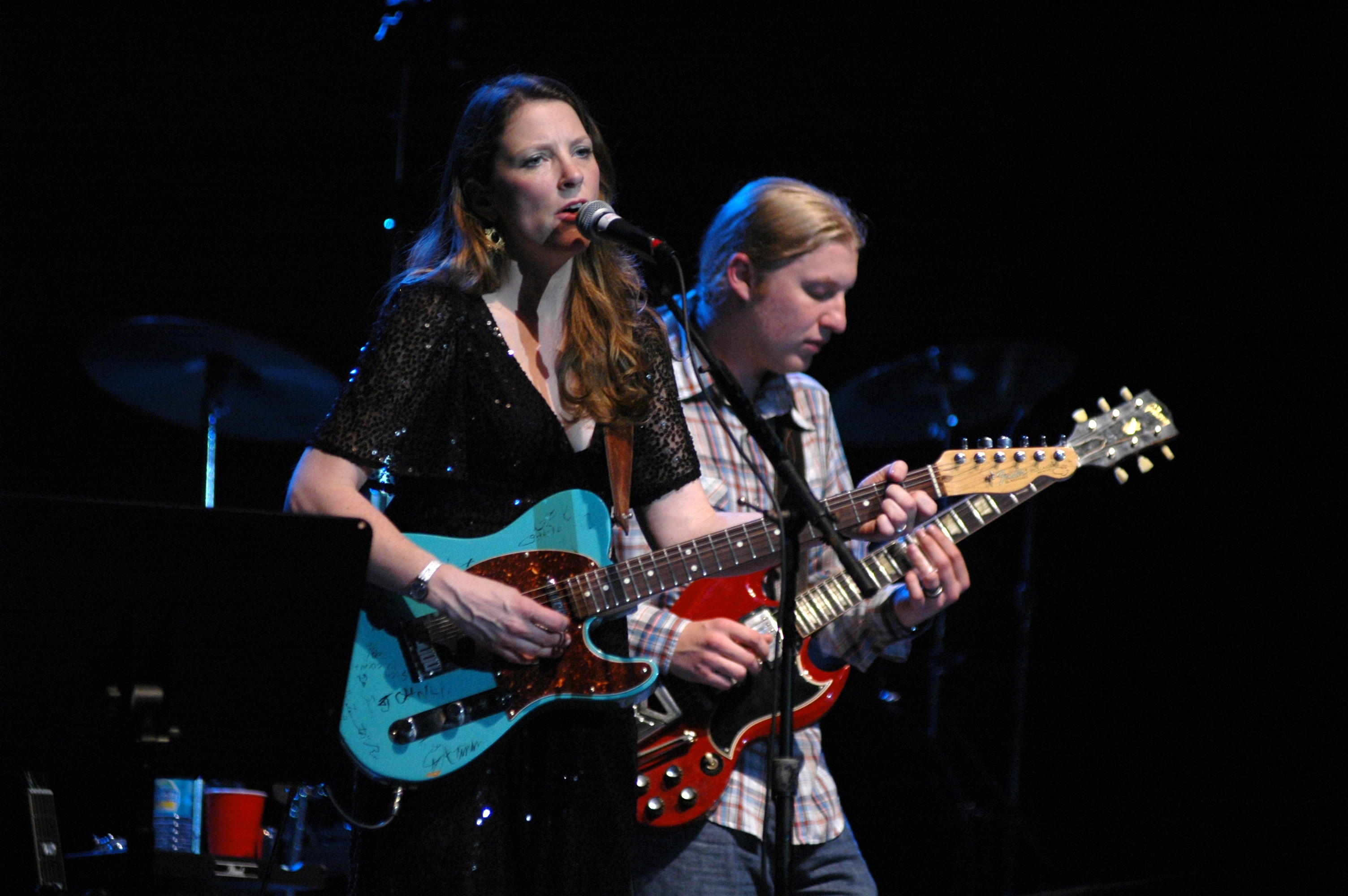
Susan Tedeschi i Derek Trucks występujący w Mizner Park, grudzień 2007.

- Susan Tedeschi – wokal, gitara rytmiczna (2010–obecnie)
- Derek Trucks – gitara prowadząca (2010–obecnie)
- Kofi Burbridge – instrumenty klawiszowe, flet (2010–obecnie)
- Tyler Greenwell – perkusja (2010–obecnie)
- J.J. Johnson – perkusja (2010–obecnie)
- Mike Mattison – wokal towarzyszący (2010–obecnie)
- Mark Rivers – wokal towarzyszący (2010–obecnie)
- Kebbi Williams – saksofon (2010–obecnie)
- Tim Lefebvre – gitara basowa (2013–obecnie)
- Ephraim Owens – trąbka (2015–obecnie)
- Elizabeth Lea – puzon (2015–obecnie)
- Alecia Chakour – wokal towarzyszący (2015–obecnie)

Byli członkowie
- Oteil Burbridge – gitara basowa (2010–2012)
- Maurice „Mobetta” Brown – trąbka (2010–2015)
- Saunders Sermons – puzon (2010–2015)

Muzycy koncertowi
- Dave Monsey – bas (2012)
- Ted Pecchio – bas (2012)
- George Porter Jr. – gitara basowa (2012)
- Eric Krasno – gitara basowa (2013)

## Dyskografia
Albumy studyjne
| Rok  | Album         | Najwyższa pozycja | Najwyższa pozycja | Najwyższa pozycja | Najwyższa pozycja | Najwyższa pozycja | Najwyższa pozycja |
| Rok  | Album         | US                | AUS               | NED               | NOR               | SWI               | NZ                |
| ---- | ------------- | ----------------- | ----------------- | ----------------- | ----------------- | ----------------- | ----------------- |
| 2011 | Revelator     | 12                | 71                | 83                | –                 | 55                | 38                |
| 2013 | Made Up Mind  | 11                | 48                | 79                | 23                | 22                | –                 |
| 2016 | Let Me Get By | –                 | –                 | –                 | –                 | –                 | –                 |
| 2019 | Signs         | –                 | –                 | –                 | –                 | –                 | –                 |

Albumy koncertowe
| Rok  | Album               | Najwyższa pozycja | Najwyższa pozycja |
| Rok  | Album               | US                | AUS               |
| ---- | ------------------- | ----------------- | ----------------- |
| 2012 | Everybody’s Talkin’ | –                 | 49                |